# Miranda en La Carraca
Miranda en La Carraca est une toile peinte par Arturo Michelena en 1896 à l'occasion des quatre-vingt ans de la mort de Francisco de Miranda, le 14 juillet 1816 à la prison de La Carraca, en Espagne,.
L'artiste a présenté son tableau le 18 juillet 1896 au Théâtre Municipal de Caracas. Le président Joaquín Crespo lui a remis une médaille pour avoir remporté plusieurs prix en France. Le tableau a été acquis par la nation pour 40 000 bolívares
La toile se trouve actuellement à la galerie d'Art national à Caracas. Tant la technique utilisée que le style incarnent l'académisme vénézuélien. La composition est apaisée. Les couleurs chaudes prédominent (propre à l'académisme au Venezuela). Miranda est présenté avec des vêtements du début du XIXe siècle. Il montre un visage à la fois serein et plein de frustration et de déception. Son regard est dirigé vers le spectateur. Le modèle qui a posé pour le tableau est l'écrivain vénézuélien Eduardo Blanco. 

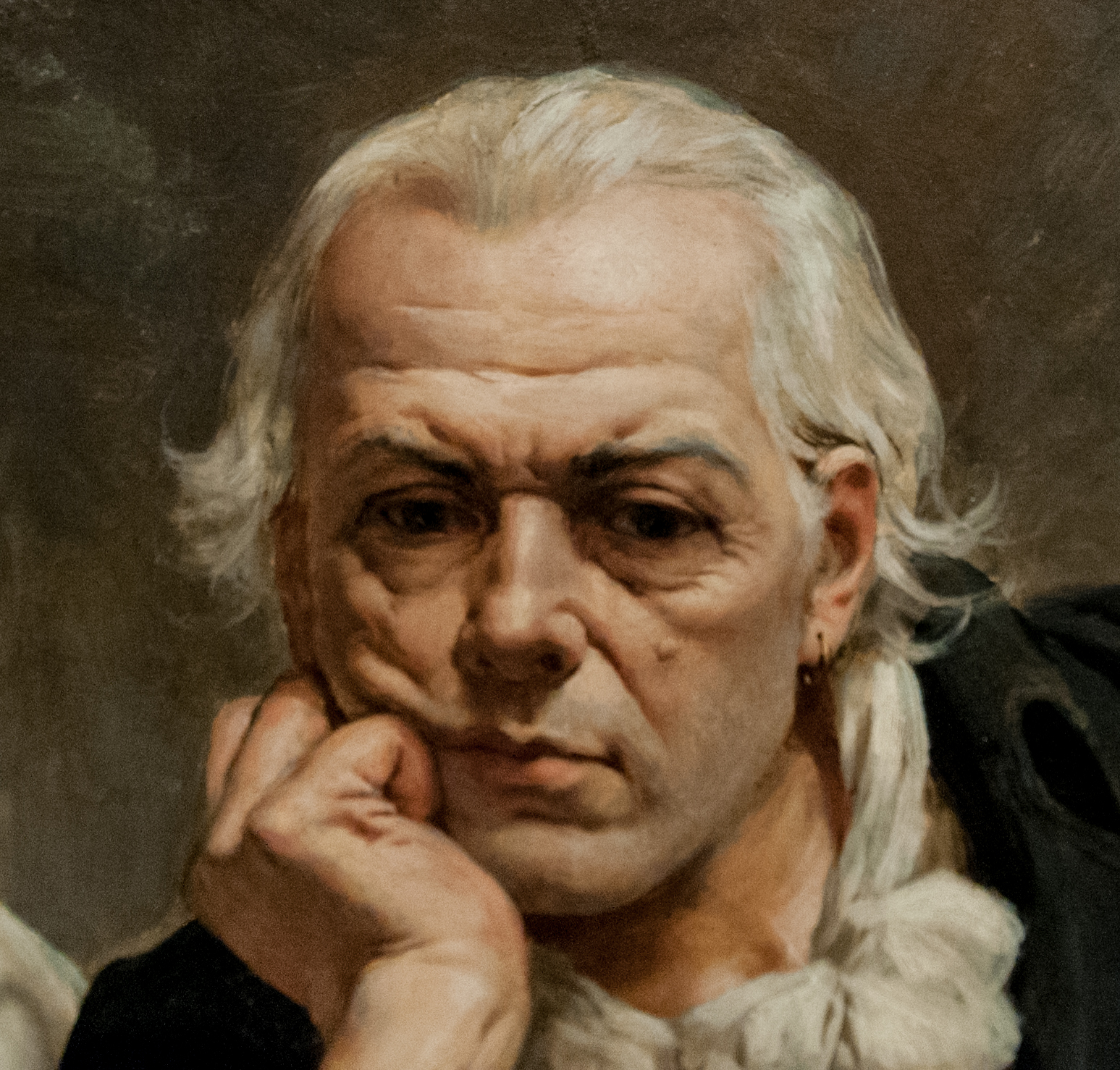
Détail du portrait

L'un des points éclairés de la composition tombe exactement sur la poitrine de Miranda. À droite, une chaîne permet d'équilibrer la composition, mais symbolise aussi la prison. Les livres empilés sur une petite table à gauche et le livre sur le lit donnent à penser que le personnage est instruit. 
Michelena a réalisé deux copies de la toile, toutes deux beaucoup plus petites que l'original. L'une a été vendue à la famille du modèle de la peinture et l'autre n'a pas été vendue, restant la propriété de sa veuve, Lastenia Tello de Michelena jusqu'à son décès, qui l'a légué à la Mairie de Valence,. Cette dernière copie a été considérée comme disparue par la Galerie Sotheby's de New York, depuis sa donation jusqu'en 1972 lorsqu'elle a été retrouvée dans le sous-sol de l'ancien Conseil Municipal de Valence et se trouve maintenant dans le bureau du maire.